# Deutsche Schwimmmeisterschaften 1980
Die 92. Deutschen Meisterschaften im Schwimmen fanden im vom 5. bis 8. Juni 1980 in der Olympia-Schwimmhalle von München statt. Die Titelkämpfe sollten eigentlich als Qualifikationswettkampf für die Olympischen Sommerspiele 1980 in Moskau dienen, an denen aber die Athleten aus der Bundesrepublik Deutschland wegen des Olympiaboykotts nicht teilnehmen durften.
| Disziplin           | Männer              | Männer                  | Männer   | Frauen              | Frauen                | Frauen   |
| Disziplin           | Name                | Verein                  | Zeit     | Name                | Verein                | Zeit     |
| ------------------- | ------------------- | ----------------------- | -------- | ------------------- | --------------------- | -------- |
| 100 m Freistil      | Andreas Schmidt     | FS Düsseldorf 1910      | 00:51,71 | Marion Aizpors      | SSG Heidelberg        | 00:56,89 |
| 200 m Freistil      | Frank Wennmann      | SG Gladbeck             | 01:53,25 | Ina Beyermann       | SV Rhenania Köln      | 02:03,47 |
| 400 m Freistil      | Rainer Henkel       | SV Rhenania Köln        | 03:58,34 | Ina Beyermann       | SV Rhenania Köln      | 04:17,66 |
| 1500 m Freistil0    | Rainer Henkel       | SV Rhenania Köln        |          |                     |                       |          |
| 100 m Brust         | Peter Lang          | SSG Saar Max Ritter     | 01:03,77 | Dagmar Rehak        | SV Schwäbisch Gmünd   | 01:14,21 |
| 200 m Brust         | Jürgen Bruhn        | Dortmund                | 02:21,12 | Christine Hartung   | SV Bayreuth           | 02:39,38 |
| 100 m Rücken        | Klaus Steinbach     | SSG Saar Max Ritter     | 00:58,57 | Marion Aizpors      | SSG Heidelberg        | 01:04,45 |
| 200 m Rücken        | Stefan Talgner      | SV Schwäbisch Gmünd     | 02:09,98 | Ute Neubert         | SSV Rheydt            | 02:20,05 |
| 100 m Schmetterling | Andreas Behrend     | SF Neckarsulm           | 00:55,33 | Karin Seick         | SG Wiste              | 01:02,68 |
| 200 m Schmetterling | Michael Kraus       | SG Gladbeck             | 02:02,41 | Doris Wiebke        | Wasserfreunde München | 02:16,20 |
| 200 m Lagen         | Axel Seuser         | Wasserfreunde Wuppertal | 02:09,96 | Irene Sindern       | Essener SV 1906       | 02:21,49 |
| 400 m Lagen         | Gerald Schlupp      | SSG Saar Max Ritter     |          | Barbara Selter      | SG Gladbeck           | 05:01,46 |
| 4 × 100 m Freistil  | SSG Saar Max Ritter | SSG Saar Max Ritter     | 03:32,52 |                     |                       |          |
| 4 × 200 m Freistil  | SSG Saar Max Ritter | SSG Saar Max Ritter     | 07:45,21 |                     |                       |          |
| 4 × 100 m Lagen     |                     |                         |          | SSG Saar Max Ritter | SSG Saar Max Ritter   | 04:27,72 |

1. ↑  Marion Aizpors stellte im Vorlauf mit 1:04,42 einen neuen DSV-Rekord auf.
2. 1 2  neuer DSV-Rekord